# Ungheria ai Giochi della XVIII Olimpiade
L'Ungheria partecipò ai Giochi della XVIII Olimpiade, svoltisi a Tokyo dal 10 al 24 ottobre 1964, con una delegazione di 182 atleti impegnati in 17 discipline per un totale di 111 competizioni. Portabandiera alla cerimonia di apertura fu il giavellottista Gergely Kulcsár, alla sua seconda Olimpiade, già vincitore della medaglia di bronzo a Roma 1960.
Il bottino della squadra, fino ad allora sempre presente ai Giochi estivi con l'unica eccezione di Anversa 1920, fu ventidue medaglie: dieci d'oro, sette d'argento e cinque di bronzo, che le valsero il sesto posto nel medagliere complessivo. L'Ungheria primeggiò nella scherma, con quattro titoli conquistati; si aggiudicò inoltre la vittoria nei tornei di calcio e di pallanuoto.

## Medagliere

### Per discipline
| Sport              | Oro | Argento | Bronzo | Totale |
| ------------------ | --- | ------- | ------ | ------ |
| Scherma            | 4   | 0       | 0      | 4      |
| Lotta greco-romana | 2   | 0       | 0      | 2      |
| Pentathlon moderno | 1   | 0       | 1      | 2      |
| Tiro               | 1   | 0       | 1      | 2      |
| Calcio             | 1   | 0       | 0      | 1      |
| Pallanuoto         | 1   | 0       | 0      | 1      |
| Atletica leggera   | 0   | 3       | 1      | 4      |
| Sollevamento pesi  | 0   | 2       | 1      | 3      |
| Ginnastica         | 0   | 1       | 1      | 2      |
| Canoa/kayak        | 0   | 1       | 0      | 1      |
| Totale             | 10  | 7       | 5      | 22     |

### Medaglie
| Medaglia | Atleta | Sport              | Evento                           |
| -------- | --- | ------------------ | -------------------------------- |
| Oro      | Ferenc Bene Tibor Csernai Antal Dunai János Farkas József Gelei Kálmán Ihász Benő Káposzta Sándor Katona Imre Komora György Nagy István Nagy Ferenc Nógrádi Dezső Novák Árpád Orbán Pál Orosz Károly Palotai Antal Szentmihályi Gusztáv Szepesi Zoltán Varga | Calcio             | Torneo                           |
| Oro      | Imre Polyák | Lotta greco-romana | Pesi piuma                       |
| Oro      | István Kozma | Lotta greco-romana | Pesi massimi                     |
| Oro      | Ungheria | Pallanuoto         | Torneo Maschile                  |
| Oro      | Ferenc Török | Pentathlon moderno | Gara individuale                 |
| Oro      | Árpád Bárány Tamás Gábor István Kausz Győző Kulcsár Zoltán Nemere | Scherma            | Spada a squadre maschile         |
| Oro      | Tibor Pézsa | Scherma            | Sciabola individuale maschile    |
| Oro      | Ildikó Rejtő | Scherma            | Fioretto individuale femminile   |
| Oro      | Ildikó Rejtő Lídia Dömölky-Sákovics Katalin Juhász-Nagy Judit Ágoston-Mendelényi Paula Marosi | Scherma            | Fioretto a squadre femminile     |
| Oro      | Laszlo Hammerl | Tiro               | Carabina 50 metri a terra        |
| Argento  | Gyula Zsivótzky | Atletica leggera   | Lancio del martello              |
| Argento  | Gergely Kulcsár | Atletica leggera   | Lancio del giavellotto maschile  |
| Argento  | Márta Rudas | Atletica leggera   | Lancio del giavellotto femminile |
| Argento  | Mihály Hesz | Canoa/kayak        | K1 1000 metri maschile           |
| Argento  | Katalin Makray | Ginnastica         | Parallele asimmetriche           |
| Argento  | Imre Földi | Sollevamento pesi  | Pesi gallo                       |
| Argento  | Géza Tóth | Sollevamento pesi  | Pesi massimi-leggeri             |
| Bronzo   | Vilmos Varjú | Atletica leggera   | Getto del peso maschile          |
| Bronzo   | Anikó Ducza | Ginnastica         | Corpo libero femminile           |
| Bronzo   | Ferenc Török Imre Nagy Ottó Török | Pentathlon moderno | Gara a squadre                   |
| Bronzo   | Gyõzõ Veres | Sollevamento pesi  | Pesi massimi-leggeri             |
| Bronzo   | Laszlo Hammerl | Tiro               | Carabina 50 metri tre posizioni  |

## Risultati

### Pallacanestro
| Atleta | Classifica |
| --- | ---------- |
| V · D · M Nazionale ungherese - Pallacanestro ai Giochi della XVIII Olimpiade 4 Boháty · 5 Gabányi · 6 Pólik · 7 Koczka · 8 Greminger · 9 Prieszol · 10 Kangyal · 11 Lendvay · 12 Bencze · 13 Rácz · 14 Haán · 15 Glatz · All. Tibor Zsíros | 13°        |
| Nazionale ungherese - Pallacanestro ai Giochi della XVIII Olimpiade |            |
| 4 Boháty · 5 Gabányi · 6 Pólik · 7 Koczka · 8 Greminger · 9 Prieszol · 10 Kangyal · 11 Lendvay · 12 Bencze · 13 Rácz · 14 Haán · 15 Glatz · All. Tibor Zsíros                                                                               |            |

### Pallanuoto
| Atleta | Classifica |                     |
| --- | --- | ------------------- |
| V · D · M Nazionale maschile ungherese di pallanuoto · Giochi olimpici - Tokyo 1964 Ambrus · Felkai · Konrád · Dömötör · Kanizsa · Rusorán · Kárpáti · Mayer · Gyarmati · Pócsik · Boros · Bodnár · CT : Károly Laky | Oro |                     |
| Nazionale maschile ungherese di pallanuoto · Giochi olimpici - Tokyo 1964 | |                     |
| Ambrus · Felkai · Konrád · Dömötör · Kanizsa · Rusorán · Kárpáti · Mayer · Gyarmati · Pócsik · Boros · Bodnár · CT: Károly Laky                                                                                      | Ambrus · Felkai · Konrád · Dömötör · Kanizsa · Rusorán · Kárpáti · Mayer · Gyarmati · Pócsik · Boros · Bodnár · CT: Károly Laky | Ungheria (bandiera) |